# 兴教寺

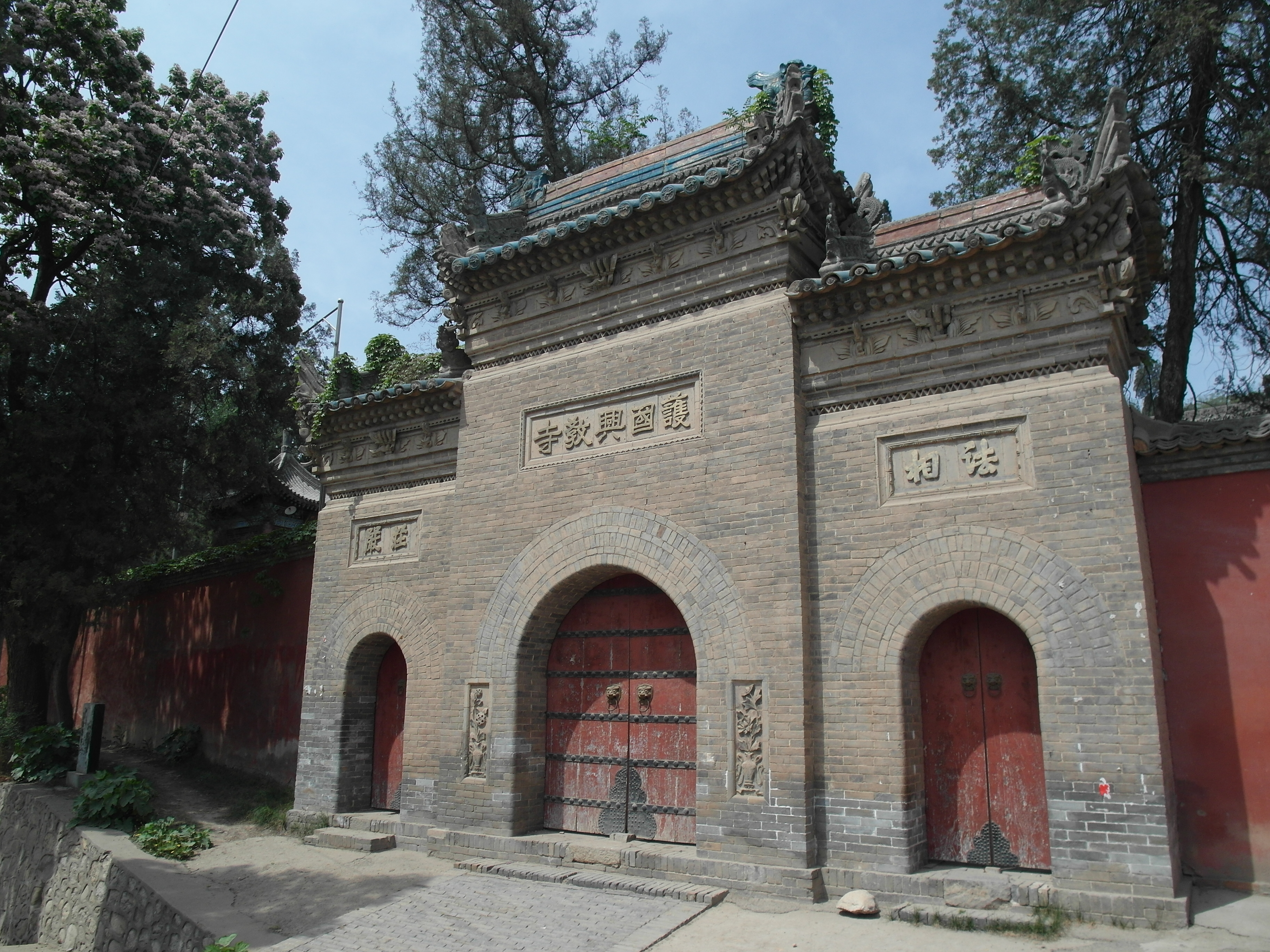
兴教寺

兴教寺，位于中国陕西省西安市长安区杜曲镇少陵原，是一座汉传佛教寺院，被列入1983年国务院批转的汉族地区佛教全国重点寺院。1957年，陕西省人民委员会将兴教寺公布为第二批省级重点文物保护单位。
兴教寺是围绕兴教寺塔建造的，寺殿清朝时毁于兵火，民国时重建。兴教寺塔是一座唐代修建的舍利塔，供奉着著名高僧玄奘法师及其弟子的舍利。1961年，国务院将兴教寺塔公布为第一批全国重点文物保护单位。2014年，兴教寺塔作为丝绸之路：长安-天山廊道的路网的一处遗产点入选世界遗产名录。

## 简介
兴教寺位于陕西省西安市城南20公里处，坐落于少陵原畔。兴教寺初建于唐朝总章二年（669年），是为迁葬大唐高僧三藏法师的灵骨所建，全称“大唐护国兴教寺”， 位居唐长安城南樊川八大寺之首。664年，玄奘法师圆寂后，葬于白鹿原。唐高宗二年（669年），又改葬在樊川风栖塬，并兴建了五层灵塔。次年，因塔建寺，唐肃宗题写了“兴教”二字，自此取名兴教寺。
唐朝末年以后，历代多次重建。清朝同治年间，寺殿全部毁于兵火，仅存兴教寺塔（又称玄奘墓塔）以及玄奘的弟子窥基和圆测的墓塔，合称“慈恩三塔”。中华民国时期，该寺重建。1939年，蒋介石为纪念其母亲而重修兴教寺。从1939年至1942年，国民政府要员曾先后捐资修建兴教寺，其中除了蒋介石，还有白崇禧、马鸿逵等人。
兴教寺寺内藏有明代铜佛像、缅甸玉佛像各一尊，以及历代经卷数千册。 1953年春，周恩来陪同印度总理尼赫鲁到兴教寺瞻仰玄奘墓塔。1954年至1956年，缅甸总理吴努、尼泊尔文化部长乾达先后来兴教寺瞻仰玄奘墓塔。兴教寺也成为中国同东南亚各国友好往来的纽带。
文化大革命期间，兴教寺被迫停止宗教活动，但兴教寺的建筑仍保存下来。
1983年4月9日，中华人民共和国国务院批转《国务院宗教事务局关于确定汉族地区佛道教全国重点寺观的报告》，将兴教寺等寺院列为汉族地区佛教全国重点寺院。自1980年代起，经过兴教寺的僧团的努力，在各方信众的捐款支持下，逐步建起了兴慈楼、方丈楼、斋堂、僧舍等建筑，使兴教寺的宗教活动场所功能逐步恢复完善。
2007年起，西安市将兴教寺纳入申报世界遗产工作范围。2012年7月，陕西省确定5处8个点列入丝绸之路联合申报世界遗产名单，其中仅包括兴教寺塔，不包括兴教寺的其他建筑。2012年10月，兴教寺首次获悉，因申遗需要，该寺众多建筑需拆迁。为保住兴教寺，兴教寺住持宽池法师在2013年1月西安市召开的申遗工作协调会议上提出兴教寺退出申遗，但政府官员不同意。。
2014年，兴教寺塔作为丝绸之路：长安-天山廊道的路网的一处遗产点入选世界遗产名录。

## 建筑
- 山门：2013年的拆迁规划中保留。[21]
- 钟楼、鼓楼：位于山门内的东、西两侧。2013年的拆迁规划中保留。[21]
- 大雄宝殿：大雄宝殿门上悬挂有数匾，其中一块匾额为康有为题写的“兴教寺”三个大字。[22]2013年的拆迁规划中保留。[21]大雄宝殿前有两通石碑，是国民政府政要捐资兴建兴教寺的功德碑。其中1944年10月的捐资碑上，记录有“白主任崇禧马主席鸿逵川陕公司各贰千圆”等字。[6]文化大革命时期，两碑被破四旧者砸为数截，当时该寺住持常明法师偷偷将断碑掩埋。文化大革命结束后，将断碑挖出，重新安放。2013年的拆迁规划中，这两块碑被要求迁走。[17]
- 藏经楼：2013年的拆迁规划中保留。[21]
- 法堂：2013年的拆迁规划中保留。[21]
- 卧佛殿： 1991年，日本奈良药师寺捐款120万元，本国僧俗捐款10万元，在兴教寺建成了卧佛殿。2013年的拆迁规划中保留。尽管卧佛殿的建成时间晚于很多规划拆迁的该寺建筑。[19]
- 三藏纪念堂：2013年的拆迁规划中保留。[21]
- 中院其他建筑：包括东西方丈、斋堂、灶房、闻慧堂等建筑。斋堂由数万信众捐资兴建，最多时可容600人同时就餐。2013年的拆迁规划中，东西方丈、斋堂、灶房将被全部拆除。[17]闻慧堂是客堂，在2013年的拆迁规划中予以保留，改作申遗办公室。[14]
- 兴教寺塔（玄奘塔）：坐北朝南，是方形五层楼阁式砖塔，通高大约21米，底层边长5.2米。底层南面龛室内放置有玄奘泥塑像；北壁嵌唐朝开成四年（839年）“唐三藏大遍觉法师塔铭”1方，塔铭上记载了玄奘诞生、出家、受戒、取经、译经的过程。[1]兴教寺塔旁边的两块石碑，为2000年复制成的大慈恩寺的石碑，2013年的拆迁规划中将要迁走。[17]
- 窥基塔、圆测塔
- 三藏院：位于兴教寺塔后面。三藏院前有垂花门，门后为大遍觉堂，东西两侧有配殿。大遍觉堂内供奉有玄奘法师像，墙壁上有描绘玄奘生平的悬塑像。2013年的拆迁规划中，垂花门及配殿将被全部拆除，大遍觉堂将被改为陈列室，堂内的玄奘法师像及玄奘生平悬塑像将被拆除。[17]
- 西院（僧人生活区）：包括兴慈楼（共有80多间房子）、僧寮、卫生间、浴室、三藏院回廊，建筑面积共4000平方米。2013年的拆迁规划中，该区域建筑将被全部拆除。[17]
- 东院：包括禅堂、方丈楼、照心楼等建筑。方丈楼内安放着兴教寺常明法师的灵骨。照心楼是现在宽池法师的居所。2013年的拆迁规划中，方丈楼将被全部拆除。[17]禅堂、照心楼在2013年的拆迁规划中本来要拆除，4月11日改为保留。[21][14]